# Torre de Grions
La Torre de Grions, antiga casa forta i ara masia, és situada al costat de l'església de Sant Gabriel de Grions, petita entitat de població del municipi de Sant Feliu de Buixalleu, en una carena a poca distància d'Hostalric.

## Història
Hi ha poques notícies documentades sobre la fortalesa de Grions. Se sap que romania sota el seu domini directe l'església parroquial de Sant Gabriel de Grions i que el 1240 la senyorejaven els castlans del castell de Montsoriu els quals estaven emparentats amb la família Malla de la Plana de Vic. L'any 1933 fou adquirida per la família propietària actual. Hom creu que el nom de Grions ve del de grillons perquè en aquesta torre s'engrillonaven els presos.

## Arquitectura
La Torre de Grions és composta d'un recinte ampli de muralles, amb una planta gairebé quadrada i d'una construcció, una torre que dona el nom a l'edifici, situada al costat de ponent del clos. Al cantó de la torre hi ha la porta d'entrada al recinte.
La paret de tramuntana del recinte fa 31 m de llarg i té una alçada d'uns 8 m. El pany de llevant té uns 28,5 m de longitud i el de migjorn fa 25 m de llarg. Al mur oriental hi ha dues espitlleres i potser n'hi havia més. El mur de migjorn ha estat molt reformat; les parets són fetes amb pedres petites i poc escairades, bombades però ben arrenglerades. Entremig, a una certa alçada, hi ha dues o tres filades de carreus ben escairats, d'uns 20 cm d'alt per uns 45 cm de llarg. Les espitlleres i els caires dels murs són fets amb pedres ben treballades. El clos de muralles tanca una superfície de gairebé 800 m².
La torre és situada a la part davantera de la casa forta, a la façana de ponent, sobresurt del conjunt 6,15 m. La paret occidental té una longitud de 10,5 m i els murs fan 140 cm de gruix. Des de l'exterior es veuen dos nivells d'espitlleres, formades per tres carreus a banda i banda. N'hi havia una renglera a tocar de terra en les tres façanes exterior i una altra sèrie a un nivell més elevat. A l'interior, la majoria d'espitlleres han estat tapiades o han desaparegut. L'aparell constructiu de la torre és similar al del clos de muralles; pedres no gaire escairades, però regulars i ben arrenglerades. A l'interior de la torre hi ha una sala coberta amb una volta lleugerament apuntada que té una alçada d'uns 5 m. La torre fa uns 8 m d'alt però per referències orals sabem que als anys 30 (segle XX) era 2 o 3 m més alta i tenia un pis al damunt.
Sembla que la datació s'establiria cap al segle xiii.